# Jezioro Tupadelskie
Jezioro Tupadelskie – jezioro w woj. kujawsko-pomorskim, w powiecie lipnowskim, w gminie Wielgie, leżące na terenie Pojezierza Dobrzyńskiego.

## Dane morfometryczne
Powierzchnia zwierciadła wody wynosi 43,1 ha.
Zwierciadło wody położone jest na wysokości 105,1 m n.p.m. Średnia głębokość jeziora wynosi 1,0 m, natomiast głębokość maksymalna 1,7 m.
Na podstawie badań przeprowadzonych w 1999 roku wody jeziora zaliczono do III klasy czystości.

## Hydronimia
Według urzędowego spisu opracowanego przez Komisję Nazw Miejscowości i Obiektów Fizjograficznych (KNMiOF) nazwa tego jeziora to Jezioro Tupadelskie. W różnych publikacjach i na mapach topograficznych jezioro to występuje pod nazwą Tupadłowskie.